# Station Milicz Wąskotorowy
Station Milicz Wąskotorowy is een spoorwegstation in de Poolse plaats Milicz.